# Michal Kormaňák
Michal Kormaňák je český politolog a analytik společnosti Ipsos.
V letech 2009 až 2016 studoval politologii na Filozofické fakultě Univerzity Palackého a získal magisterský titul, v roce 2014 v rámci studia absolvoval studijní pobyt v rámci programu Erasmus+ na University of Portsmouth ve Velké Británii. V letech 2012 až 2014 působil jako asistent při Europe Direct Olomouc. V lednu 2015 začal pracovat v české pobočce agentury Ipsos. V této agentuře prošel několika různými pozicemi, postupně se stal vedoucím týmu v oblasti public affairs. Kormaňákovou specializací jsou volební průzkumy. Je aktivní rovněž jako manažer různých projektů souvisejících s jeho expertízou.
Hovoří plynně anglicky.